# Rovasenda
Rovasenda (piemontesisch Roasenda) ist eine Gemeinde in der italienischen Provinz Vercelli (VC), Region Piemont.

## Lage und Einwohner
Rovasenda liegt 30 km nördlich von der Provinzhauptstadt Vercelli entfernt. Das Gemeindegebiet umfasst eine Fläche von 29,27 km² und hat 893 Einwohner (Stand 31. Dezember 2023). 
Die Gemeinde wird von zwei Eisenbahnlinien bedient. Die Linien von Santhià nach Arona und Biella nach Novara kreuzen sich in Rovasenda mit je einem eigenen Bahnhof, die sich gegenüber liegen.
Die Nachbargemeinden sind Arborio, Brusnengo, Buronzo, Gattinara, Ghislarengo, Lenta, Masserano, Roasio und San Giacomo Vercellese.

## Einzelnachweise

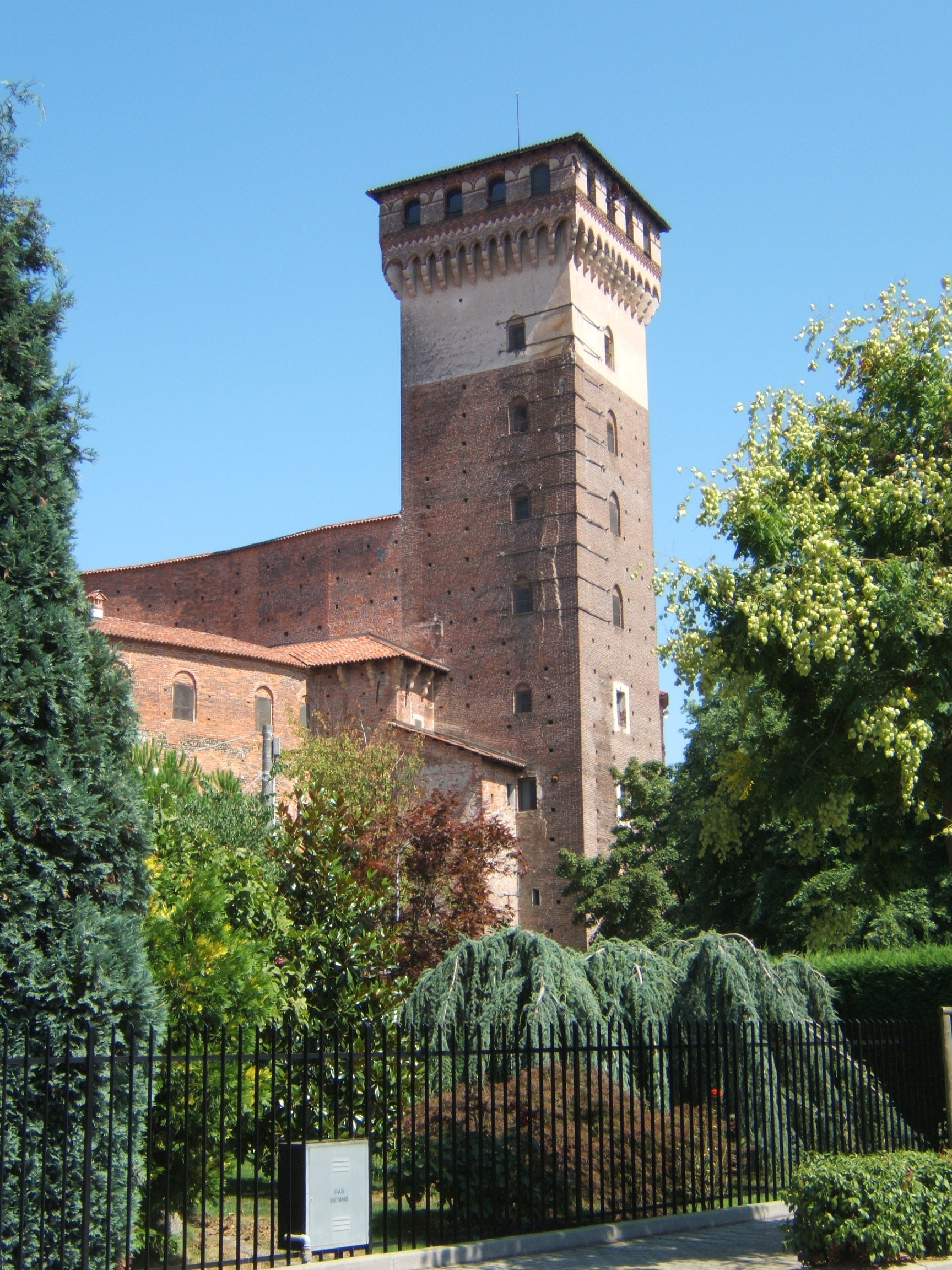
Burg Rovasende

## Partnerstadt
- Pontcharra